# Bohuslav Sedláček
Bohuslav Sedláček (Droždín, bij Olomouc, 13 augustus 1928 – Brno, 26 mei 2013) was een Tsjechisch componist, televisieregisseur en dramaturg.

## Levensloop
Sedláček kwam al op jeugdige leeftijd in contact met de muziek. Zijn vader was ook componist en kapelmeester. Van 1943 tot 1949 deed hij studies aan het Statelijk Conservatorium van Brno onder andere bij Jaroslav Kvapila en aansluitend tot 1952 aan de Janáček Akademie van muzikale Kunsten (JAMU) te Brno. 
Sinds 1949 werkt hij bij de Tsjechoslowakische omroep, studio Brno, als muziek regisseur, redacteur en vanaf 1963 ook als dramaturg. 
Als componist schrijft hij vooral instrumentaal- en vocaal muziek voor het lichtere genre. Hij schrijft regelmatig voor compositie-wedstrijden en festivals, waar hij al meerdere prijzen en onderscheidingen behaald heeft.

## Composities

### Werken voor orkest
- 1970 Ženu ni květinou
- 1980 Chvilka s harfou, voor harp en orkest
- 1982 Ještě se vrátím, voor orkest
- 1985 Na moravskou notu
- 1987 Modlitba za vodu
- 1988 Červánky nad řekou, voor harp en orkest
- Elegie, voor altviool en orkest

### Werken voor harmonieorkest
- 1954 Moravská suita, voor groot harmonieorkest
- 1983 Čas, ten nezastavím
- 1993 Canzonetta in Es, voor groot harmonieorkest
- 1994 Chvilka s trubkou, voor trompet en harmonieorkest
- 1995 Princezna se zlatou hvězdou, fantasie uit de filmmuziek
- 1995 Východní tanec uit de film "Princezna se zlatou hvězdou"
- 1996 Valse pitoresque, voor trompet en harmonieorkest
- 2000 Růže z Hané, voor flügelhoorn en harmonieorkest
- Čmelda Čenda, voor fagot en harmonieorkest
- Lanškrounský zámek. Zpívaný valčíkpro zpěv, voor groot harmonieorkest

### Werken voor koor
- 1992 Jaro, sbohem..., Cyclus voor gemengd koor
- Maminčina píseň, voor gemengd koor
- Vzorný voják, voor gemengd koor

### Vocale muziek
- 1979 Vonička z kvítí milostného I, drie liederen naar Moravische poëtische teksten voor bas en orkest
- 1980 Vonička z kvítí milostného II, Cyclus naar Moravische poëtische teksten voor bas en orkest
- 1988 Cigarety vadí kráse, voor bas, fluit, gitaar, piano en synthesizer
- 1989 Já nejsem holka, co se střílí, voor bas, gitaar, piano en sythesizer

### Liederen
- Zpátky k pramenům - tekst: Václav Fischern

### Kamermuziek
- 1998 Jede, jede--, voor twee trompetten en piano
- 1998 Valse Pitoresco, voor trompet en piano
- Čmelda - Čenda, voor fagot en piano
- Canzonetta in F, voor fluit en piano
- Chvilka s flétnou, voor fluit en piano
- Loupežnické variace, voor blazerskwintet
- Písničky ze dřeva, voor klarinet en piano
- Rolničky, voor fluit en piano
- Serenáda pro Markétku, voor viool en piano
- Sonáta, voor viool en piano

### Werken voor piano
- 2001 Ej, hora, hora ...
- Ráj domova, Cyclus over kinderliederen voor piano

### Werken voor harp
- 1998 Čtyři poetické reminiscence

### Werken voor gitaar
- Sbalme ruksaky

### Filmmuziek
- 1959 Princezna se zlatou hvězdou (De Prinses met de gouden ster)